# Карл Цукмаєр
Карл Цу́кмаєр (нім. Carl Zuckmayer; 27 грудня 1896, Наккенгайм — 19 січня 1977, Фісп, кантон Вале) — німецький письменник, поет, драматург, відомий насамперед своїми п'єсами і кіносценаріями.

## Біографія
Добровольцем брав участь у Першій світовій війні, воював на Західному фронті. Дебютував антивоєнними віршами в експресіоністському журналі Die Aktion. Вивчав природознавство, філософію, історію літератури в університетах Франкфурта-на-Майні і Гейдельберга (1918—1920). З 1924 працював драматургом в Німецькому театрі в Берліні під керівництвом Макса Райнгардта (разом з Брехтом). У 1933—1946 — в еміграції в США. Отримав велику підтримку журналістки Дороті Томпсон і її чоловіка, знаменитого письменника Сінклера Льюїса. У 1939—1941 працював сценаристом в Голлівуді. У 1943—1944 співпрацював з американським Управлінням стратегічних служб (матеріали були опубліковані в США в 2002). Отримав американське громадянство (1946), інспектував післявоєнну Німеччину в якості аташе США по культурі (матеріали були опубліковані в США в 2004). З 1958 жив в Швейцарії, в 1966 отримав швейцарське громадянство. Залишив мемуари (1966).

## П'єси
- 1925 — Радісний виноградник (премія Клейста)
- 1927 — Шиндерханнес (екранізована)
- 1931 — Капітан із Кепеніка (за реальними подіями, 1926)
- 1946 — Генерал диявола (за біографією Ернста Удета, екранізована)
- 1955 — Холодне світло (пост. Густаф Грюндгенс)
- 1975 — Щуролов (пост. у Цюриху Леопольд Ліндберг, опера Фрідріха Церхи — 1987).